# Saint Vincent e Grenadine ai Giochi della XXXIII Olimpiade
Saint Vincent e Grenadine ha partecipato ai Giochi della XXXIII Olimpiade, svoltisi a Parigi dal 26 luglio all'11 agosto 2024, con quattro atleti, due uomini e due donne.

## Delegazione
| Sport            | Uomini | Donne | Totale |
| ---------------- | ------ | ----- | ------ |
| Atletica leggera | 1      | 1     | 2      |
| Nuoto            | 1      | 1     | 2      |
| Totale           | 2      | 2     | 4      |

## Risultati

### Atletica leggera
Saint Vincent e Grenadine ha mandato due atleti.
| Q | Qualificato al turno successivo per la posizione in qualificazione                                                           |
| q | Qualificato per il turno successivo per ripescaggio o, negli eventi su campo, conquistando la misura minima per qualificarsi |

Eventi su pista e strada
| Atleta           | Evento                | Batteria  | Batteria  | Ripescaggio | Ripescaggio | Semifinale | Semifinale | Finale     | Finale     |
| Atleta           | Evento                | Risultato | Posizione | Risultato   | Posizione   | Risultato  | Posizione  | Risultato  | Posizione  |
| ---------------- | --------------------- | --------- | --------- | ----------- | ----------- | ---------- | ---------- | ---------- | ---------- |
| Handal Roban     | 800 m piani maschili  | 1:46.00   | 4         | 1:45.80     | 4           | Non avanza | Non avanza | Non avanza | Non avanza |
| Shafiqua Maloney | 800 m piani femminili | 1:58.23   | 3 Q       | Bye         | Bye         | 1:57:59 NR | 2          | 1:57.66    | 4          |

### Nuoto
| Atleta                 | Gara                        | Batterie | Batterie | Semifinali | Semifinali | Finale     | Finale     |
| Atleta                 | Gara                        | Tempo    | Pos.     | Tempo      | Pos.       | Tempo      | Pos.       |
| ---------------------- | --------------------------- | -------- | -------- | ---------- | ---------- | ---------- | ---------- |
| Alex Joachim           | 100 m stile libero maschili | 23.59    | 45       | Non avanza | Non avanza | Non avanza | Non avanza |
| Kennice Aphenie Greene | 50 m stile libero femminili | 27.23    | 42       | Non avanza | Non avanza | Non avanza | Non avanza |